# Litauisch-Weißrussische Sozialistische Sowjetrepublik
Die Litauisch-Weißrussische Sozialistische Sowjetrepublik oder Litauisch-Belarussische Sozialistische Sowjetrepublik (kurz LitBel SSR, litauisch Lietuvos–Baltarusijos Tarybinė Socialistinė Respublika; belarussisch Літоўска–Беларуская Савецкая Сацыялістычная Рэспубліка; russisch Литовско–Белорусская ССР; polnisch Litewsko–Białoruska Republika Rad) war eine sozialistische Räterepublik auf den Territorien der heutigen Staaten Belarus und Litauen. Das administrative Gebilde existierte nur für ungefähr sieben Monate im Jahr 1919. Es entstand durch die Vereinigung der Litauischen SSR mit der Weißrussischen SSR im Februar 1919. Die LitBel SSR wurde aufgelöst, nachdem polnische Truppen während des Polnisch-Sowjetischen Krieges fast das gesamte Territorium besetzt hatten.

## Vorgeschichte
Nach dem Ende des Ersten Weltkrieges im November 1918 begann Sowjetrussland militärisch im Anschluss an die sich zurückziehenden deutschen Truppen nach Westen vorzudringen. Das Ziel aller Bemühungen war, die bolschewistische Revolution nach Europa zu exportieren und Sowjetrepubliken in Osteuropa zu etablieren. Ende Dezember 1918 erreichten Kräfte der Roten Armee Litauen. Die Bolschewiki sahen das Baltikum als Sprungbrett nach Westeuropa an, über das eine Verbindung zu deutschen und ungarischen Revolutionären hergestellt werden sollte.
Aus diesem Grund wurden zunächst die Litauische Sozialistische Sowjetrepublik am 16. Dezember 1918 und die Weißrussische Sozialistische Sowjetrepublik am 1. Januar 1919 gegründet. Beide Sowjetrepubliken erwiesen sich als zu schwach und hatten keinen Rückhalt in der Bevölkerung. Durch militärische Rückschläge während des Sowjetisch-Litauischen Krieges im Januar und Februar 1919 entschied die sowjetische Führung, beide Republiken zusammenzuführen. Die Proklamation der Litauisch-Weißrussischen Sozialistische Sowjetrepublik erfolgte am 27. Februar 1919.

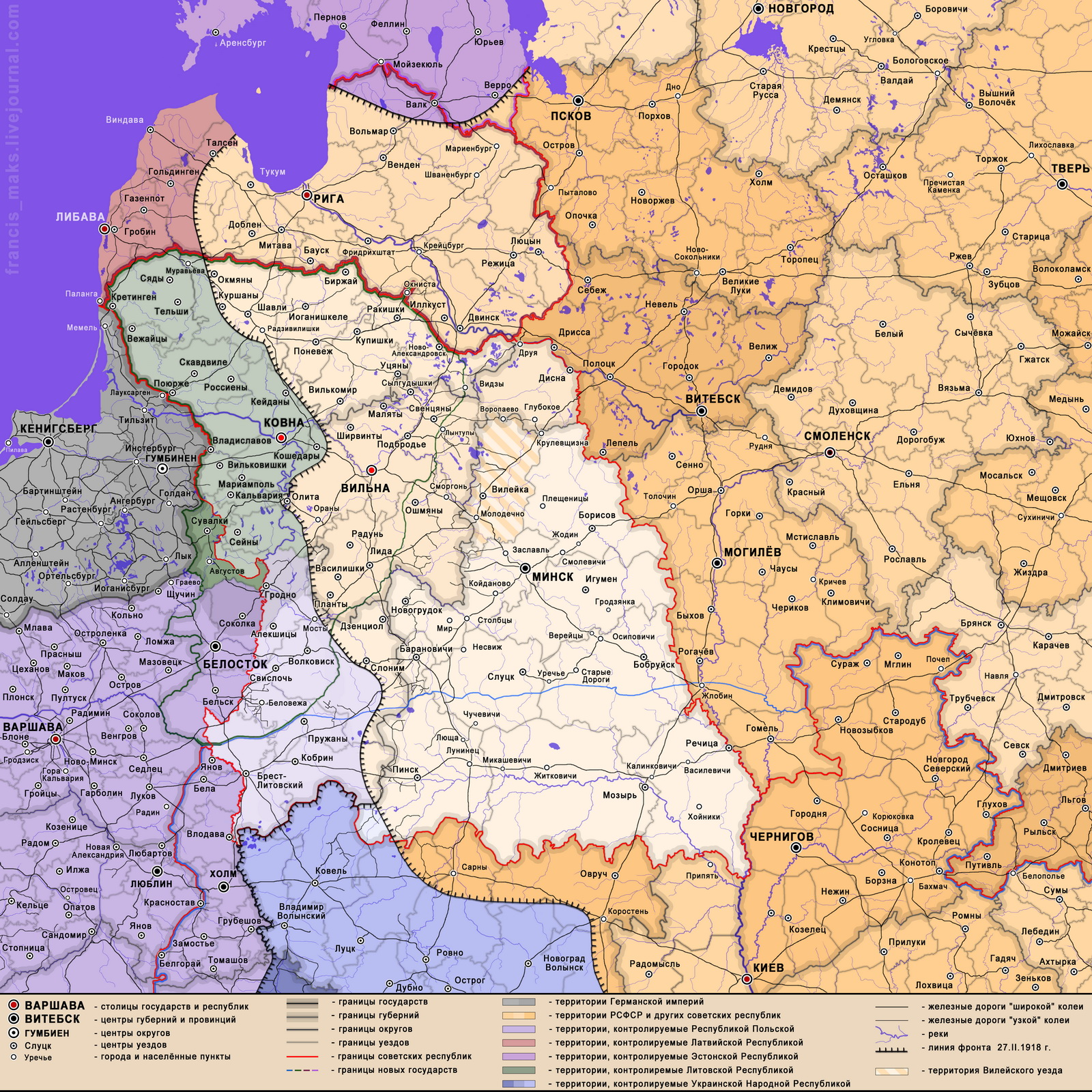
Frontlinien am 27. Februar 1919